# Гюль (мечеть)
Мечеть Гюль (тур. Gül Camii — Мечеть троянд) — культова будівля у Стамбулі, Туреччина, в районі Фатіх. У минулому, ймовірно, православна церква св. Феодосії, що після османського завоювання була перетворена на мечеть. Пам'ятка візантійської та османської архітектури, з якою пов'язано багато місцевих легенд та переказів, зокрема з дня падіння Константинополя.

## Ідентифікація та історія

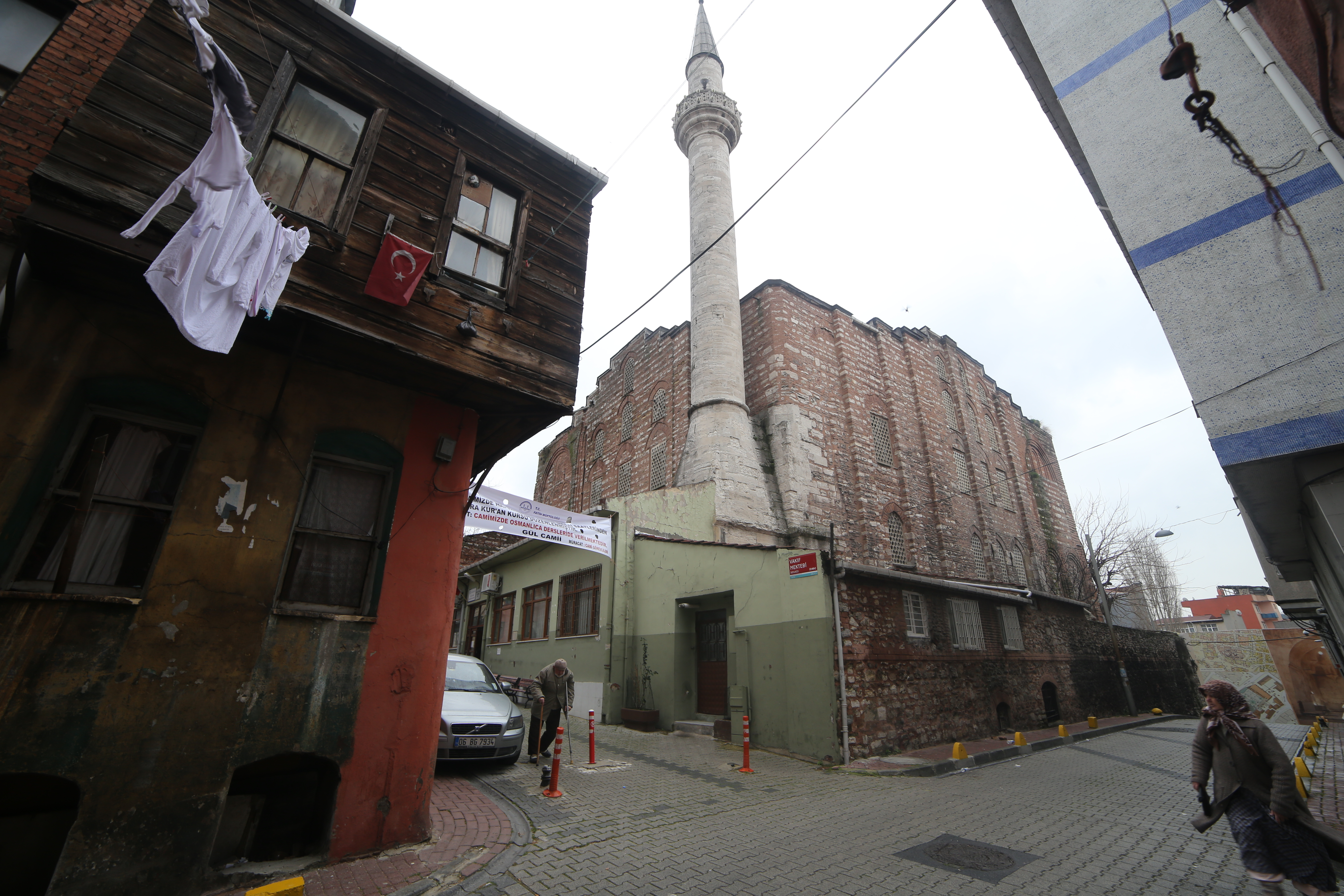
Вхідна частина храму з мінаретом

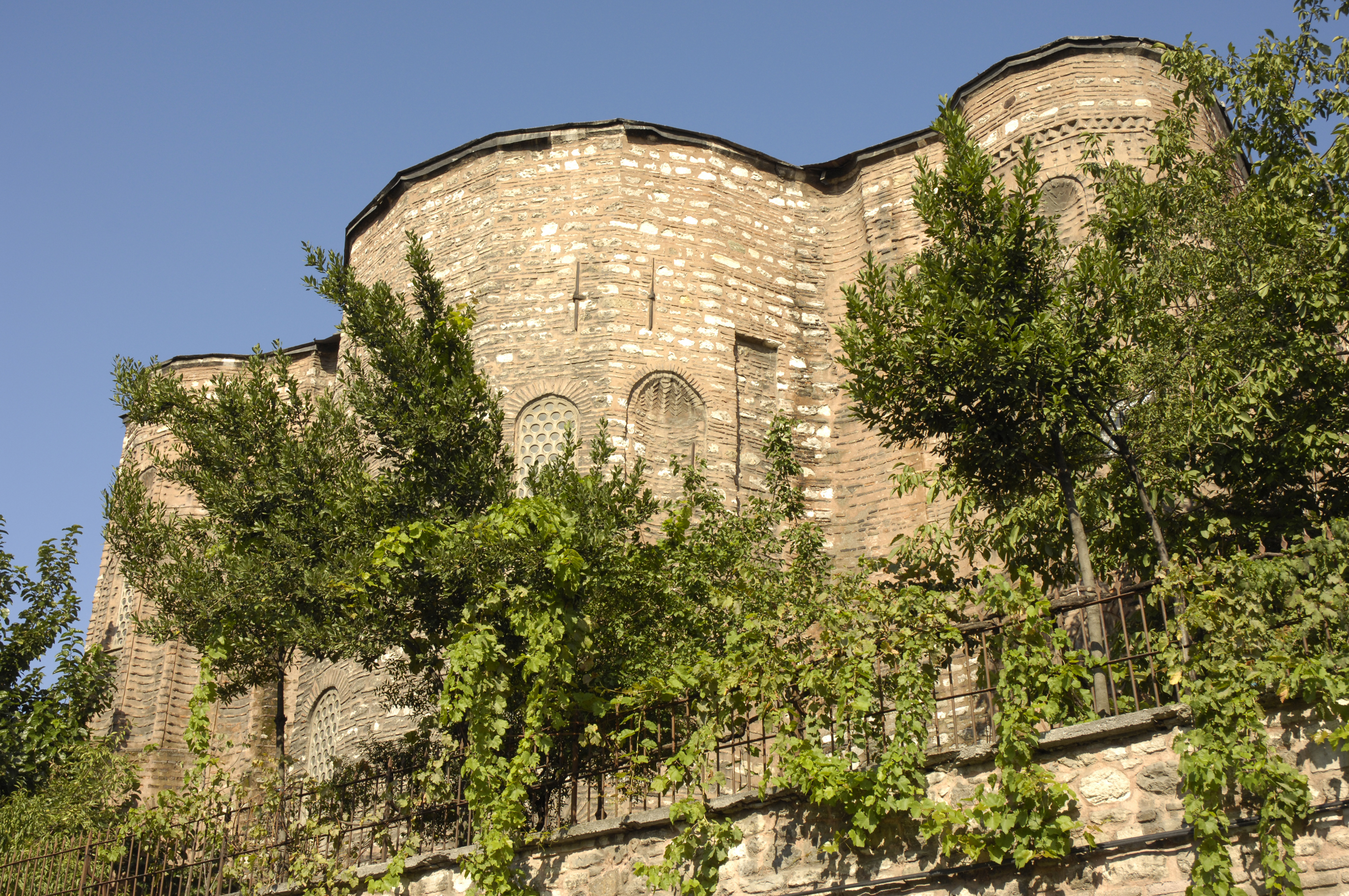
Вид на апсиди

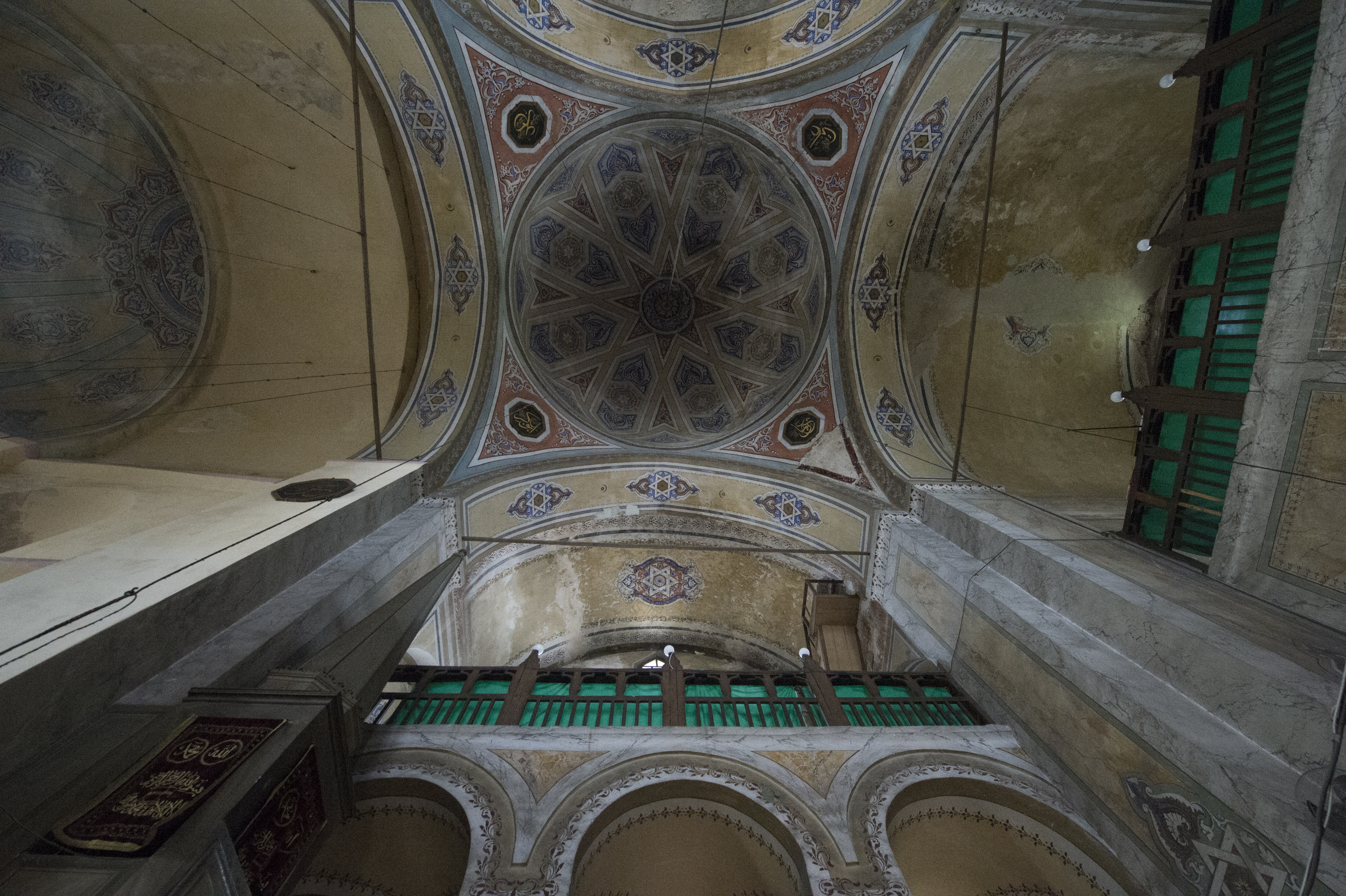
Підкупольний простір

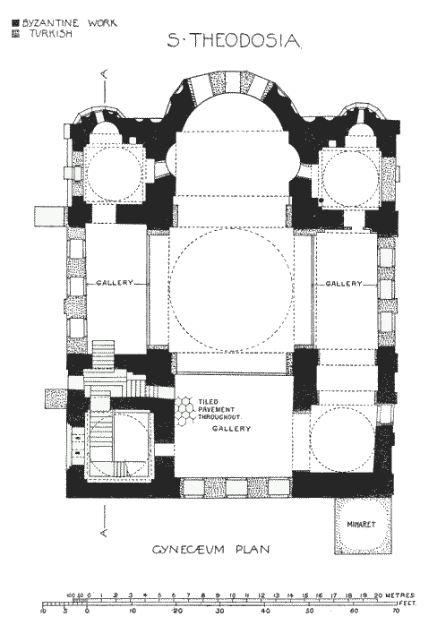
План другого поверху відповідно до видання Van Millingen, Byzantine Churches in Constantinople (1912)

Споруда розташована в історичному константинопольському кварталі Дексіократа, поблизу затоки Золотий Ріг. Первинний вигляд та найдавніше датування церкви важко визначити, оскільки вона зазнала суттєвих змін, як у візантійську, так і в османську епохи. Традиційно вважається, що храм належав монастирю Святої Феодосії, хоча висувались і інші версії, зокрема, належність церкви монастирю Христа Евергета.
Версія про те, що у візантійську добу церква носила назву святої Феодосії частково підтверджується близькістю до воріт Аякапи (тур. Свята брама), яку, згідно з традицією, у візантійську добу називали брамою Святої Феодосії. З храмом та його назвою пов'язано багато легенд. Згідно з однією з них, в день 29 травня 1453 року, коли місто було взято османами, церква була наповнена трояндами на честь святої Феодосії. Також є мусульманська легенда, пов'язана з ісламським святим Гюль Бабою («Батьком троянд»), могила якого нібито знаходиться всередині церкви. До пізньої османської ери існувала навіть традиція розташовувати тут могилу Костянтина XI Палеолога. Певний час будівля використовувалась як склад для османського флоту. Немає точних даних про час, коли вона була перетворена на мечеть. Відповідно до одних відомостей це сталось наприкінці XV століття, відповідно до інших — у XVI ст. Новостворена мечеть була реконструйована в час правління Мурата IV (1622—1640) після пошкодження землетрусом. Знову відновлена під час правління Махмуда II (1808—1839).

## Архітектура
Оскільки храм зазнавав багатьох змін впродовж своєї історії, його архітектура є неоднорідною. Навіть розмежування візантійських та османських елементів викликає дискусії. Приблизний час будівництва храму традиційно датується XI або XII століттям, частково завдяки характеристиці цегляної кладки та фундаменту. Церква лежить на високій терасі масивного склепінчастого підвалу, розташованого під землею. В об'ємно-просторовому сенсі храм являє собою приклад хрестово-купольної споруди із трьома апсидами. Після перебудов османського періоду, було демонтовано традиційні візантійські куполи на світлових барабанах та влаштовано куполи відразу на парусах без вікон. Найбільш ймовірно, що галерея була додана в пізньовізантійську добу, а деякі елементи з'явились вже в османські часи. Зараз вона розташована над нартексом і простягається над бічними проходами нави. На верхньому рівні між проходами — між основною і бічними апсидами — є невеликі зали. Північно-західна зала зараз недоступна, зала з південного сходу доступна через гвинтові сходи.